# ドゥファミリィ
株式会社ドゥファミリィ は、東京都渋谷区に本社を置く衣服の製造･販売会社。「DO!FAMILY」のブランド名にて、全国的に店舗展開していた。

## 概要
同ブランドは1970年にユニセックスブランドとして誕生。「着心地がいい服」「何年経ってもまた着たい、着られる服」をコンセプトに、シンプルでベーシックなデザインのアパレルウェアを提案してきた。商品すべてを日本国内で製造してきたことや、セールを行わない独自のブランド方針などで知られている。
1971年、ファッションの発信地である東京・原宿に初のオンリーショップをオープン。ティーン向けファッション誌「MC.シスター」や「Olive」に取り上げられ共に成長してきた。設立20周年記念のノベルティ写真集では、当時十代のケイト・モスをモデルに起用している。糸や生地からオリジナルで開発し、日本の工場で丁寧に縫製されるその品質は、多くのファンから絶大な信頼を得ていた。
2025年6月に「ドゥファミリィ」はHP上で、同年7月を以ってブランド展開を休止すると発表した。7月15日11時に公式オンラインストアを閉鎖し、7月31日16時30分に原宿本店を閉店。カラフルタウン岐阜店と姫路店についても7月31日の営業を以って取り扱いを終了した。